# Medvenskij rajon
Il Medvenskij rajon (in russo Медвенский район?) è un rajon dell'Oblast' di Kursk, nella Russia europea; il capoluogo è Medvenka. Istituito nel 1970, ricopre una superficie di 1.090 chilometri quadrati e consta di una popolazione di circa 19.000 abitanti.